# Eduard Vieta Pascual
Eduard Vieta Pascual   (Barcelona, 16 de gener de 1963) és un psiquiatre català conegut pel seu treball en el camp del trastorn bipolar i la depressió. La seva unitat és una referència mundial en l'atenció clínica, la recerca i la docència sobre el trastorn bipolar i la depressió.

## Educació
Va estudiar Medicina en la Universitat Autònoma de Barcelona i es va graduar en 1987. Va fer la seva residència a l'Hospital Clínic i Provincial de Barcelona i es va convertir en especialista en Psiquiatria en 1991. Posteriorment, va rebre el seu doctorat amb honors en la Universitat de Barcelona en 1994.

## Carrera

### Recerca
Ha centrat la seva activitat investigadora en l'estudi de les causes i el tractament farmacològic i psicològic del trastorn bipolar i la depressió, i en la Psiquiatria de Precisió. Destaquen les contribucions per a identificar disfuncions neurocognitius i el seu tractament en el trastorn bipolar i constatar l'eficàcia de la psicoeducació. També se centra en el desenvolupament de tractaments farmacològics nous i el funcionament de psicoteràpies com la remediació cognitiva per al trastorn bipolar. El Dr. Vieta ha fet contribucions a nombroses guies de tractament del trastorn bipolar i és el fundador del concepte de “Psiquiatría de Precisió”.

### Premis i guardons
El Dr. Vieta ha estat guardonat amb els següents premis:
- Premi Aristòtil (2005)
- Premi Schou Mogens (2007)[4]
- Premi de Recerca Estratègica de la Societat Espanyola de Psiquiatria Biològica (2009)[5]
- Premi a l'Excel·lència Professional del Col·legi Oficial de Metges (2011)[6]
- Premi Colvin per l'assoliment excepcional en la recerca referent als trastorns de l'humor per la Brian and Behaviour Research Foundation (2012)[7]
- Premi de Neurociència Clínica de Lilly pel Col·legi Internacional de Neuropsicofarmacología (CINP 2014)[8]
- Doctor Honoris causa per la Universitat de València.[9]
- Millor investigador mundial de l'any per la Federació Mundial de Societats de Psiquiatria Biològica (WFSBP) (2017)[10]
- Premi Simón Bolívar de l'American Psychiatric Association (2017)[11]
- Soci d'honor de la Societat Espanyola de Psiquiatria Biològica (2019)[12]
- Premi Josep Trueta atorgat per l'Acadèmia de Ciències Mèdiques i de la Salut de Catalunya i de Balears (2021)[13]
- Premi a la divulgació científica i humanisme de la Universitat de Barcelona (2022)[14]
- Premi Maimónides de la Universitat de Còrdova (2023)[15]
- Premi Admirables 2024 de Diario Médico[16]
- Premi ISBD Kupfer-Frank a la Contribució Destacada 2024 - International Society for Bipolar Disorders (ISBD)[17]
- Acadèmic Numerari de la Reial Acadèmia de Medicina de Catalunya[18]

### Càrrecs
És el Cap del Servei de Psiquiatria i Psicologia de l'Hospital Clínic de Barcelona i del grup de recerca en trastorns bipolars i depressius del Institut d'Investigació Biomèdica agost Pi i Sunyer (IDIBAPS), i és també catedràtic de Psiquiatria de la Facultat de Medicina i Ciències de la Salut i de l'Institut de Neurociències de la Universitat de Barcelona. Vieta va ser també el director del Programa de Recerca del trastorn bipolar i director científic del Centre de Recerca en Xarxa de Salut Mental (CIBERSAM), finançat pel Ministeri d'Economia i Competitivitat espanyol, així com extresorer del Col·legi Europeu de Neuropsicofarmacologia (ECNP).
El Dr. Vieta és l'actual editor en cap de la revista European Neuropsychopharmacology. A més, està en el comitè de redacció d'una sèrie de revistes científiques internacionals, com American Journal of Psychiatry, The Lancet Psychiatry, Psychotherapy Psychosomatics, the International Journal of Neuropsychopharmacology, European Neuropsychopharmacology, the Journal of Clinical Psychiatry, Bipolar Disorders, i la revista Journal of Affective Disorders. Va ser nomenat en el Comitè Assessor del Programa de R+D+I en la Presidència Hongaresa de la Unió Europea. Considerat el psiquiatre de millor reputació d'Espanya (Monitor sanitari 2014 i Forbes), ha estat assessor de la presidència europea en recerca en neurociència, professor convidat de la Universitat Harvard (els Estats Units) i Doctor Honoris causa per la Universitat de València.

### Publicacions
Ha publicat fins al moment més de 1.000 articles originals en revistes nacionals i internacionals, més de 500 capítols de llibres i 50 llibres sobre trastorn bipolar. Acumula actualment més de 100.000 cites, i un factor h de 159, que li han convertit en el científic més citat del món en trastorn bipolar i un dels més citats en ciències biomèdiques (Highly Cited Scientist / Most influential Scientific Minds).